# Нещиці
Нещиці (пол. Nieszczyce, нім. Nistitz) — село в Польщі, у гміні Рудна Любінського повіту Нижньосілезького воєводства.
Населення — 399 осіб (2011).
У 1975-1998 роках село належало до Легницького воєводства.

## Історія
Під час Другої світової війни, в районі Нещиці радянські війська форсували Одер. У боях з німцями 12 січня 1945 року відзначився артилерист Рафаїл Павловський, за що був відзначений званням Героя СРСР.

## Демографія
Демографічна структура станом на 31 березня 2011 року:
|          | Загалом | Допрацездатний вік | Працездатний вік | Постпрацездатний вік |
| -------- | ------- | ------------------ | ---------------- | -------------------- |
| Чоловіки | 213     | 46                 | 156              | 11                   |
| Жінки    | 186     | 37                 | 121              | 28                   |
| Разом    | 399     | 83                 | 277              | 39                   |